# Club Deportivo 31 de Octubre
El Club Deportivo 31 de Octubre más conocido simplemente como 31 de Octubre, es un club de fútbol boliviano fundado en la ciudad de La Paz el 21 de noviembre de 1954 y actualmente juega en la Asociación de Fútbol de La Paz.

## Historia
El club fue fundado el 21 de noviembre de 1954 como Club Deportivo 31 de Octubre. Su mayor logro fue participar en la Copa Libertadores 1967, donde le ganó 6-2 a Santa Fe de Colombia y 3-0 a Racing Club de Argentina. Este último se consagró campeón del certamen, siendo una de las únicas dos derrotas que sufrió en el torneo.

## Datos del club
- Temporadas en Primera División: 3 (1966, 1973 y 1975).
- Mayor goleada a favor
  - En torneos internacionales:
    - 6 - 2 contra  Independiente Santa Fe (24 de abril de 1967) (Copa Libertadores 1967).
- Mayor goleada en contra
  - En torneos internacionales:
    - 0 - 7 contra  River Plate (4 de mayo de 1967) (Copa Libertadores 1967).
- Primer partido en torneos internacionales: 0 - 1 contra  Bolívar (12 de marzo de 1967 (Copa Libertadores 1967).

### 31 de Octubre en competiciones internacionales
| Torneo                 | Ronda          | Rival                  | Ida | Vuelta |
| ---------------------- | -------------- | ---------------------- | --- | ------ |
| Copa Libertadores 1967 | Fase de grupos | Racing Club            | 3–0 | 0–6    |
| Copa Libertadores 1967 | Fase de grupos | River Plate            | 0–4 | 0–7    |
| Copa Libertadores 1967 | Fase de grupos | Bolívar                | 0–1 | 2–2    |
| Copa Libertadores 1967 | Fase de grupos | Independiente Medellín | 1–2 | 0–3    |
| Copa Libertadores 1967 | Fase de grupos | Independiente Santa Fe | 6–2 | 0–2    |

### Participación en campeonatos regionales
| \| Competencia \| Detalle \| \| Competencia \| AFLP \| \| ------------------------- \| ------- \| \| Primera "A" - 1961 \| 7.º \| \| Primera "A" - 1962 \| 4.º \| \| Primera "A" - 1963 \| 6.º \| \| Primera "A" - 1964 \| 3.º \| \| Primera "A" - 1965 \| 3.º \| \| Primera "A" - 1966 \| 2.º \| \| Primera "A" - 1967 \| 7.º \| \| Primera "A" - 1968 \| 7.º \| \| Primera "A" - 1969 \| 7.º \| \| Primera "A" - 1970 \| 7.º \| \| Primera "A" - 1971 \| 7.º \| \| Primera "A" - 1972 \| 5.º \| \| Primera "A" - 1973 \| 2.º \| \| Primera "A" - 1974 \| 4.º \| \| Primera "A" - 1975 \| Campeón \| \| Primera "A" - 1977 \| Campeón \| \| Primera "A" - 1978 \| Campeón \| \| Primera de Ascenso - 2003 \| 6.º \| \| Primera "B" 2008 \| Campeón \| \| Primera "A" - 2009 \| 2.º \| \| Primera "A" - 2013 \| 2.º \| \| Primera "A" - 2017 \| 5.º \| \| Primera "A" - 2018 \| 5.º \| \| Primera "A" - 2019 \| 5.º \| \| Primera "A" - 2022 \| 12.º \| \| Primera "B" - 2023 \| 11.º \| |         |
| Competencia | Detalle |
| Competencia | AFLP    |
| Primera "A" - 1961 | 7.º     |
| Primera "A" - 1962 | 4.º     |
| Primera "A" - 1963 | 6.º     |
| Primera "A" - 1964 | 3.º     |
| Primera "A" - 1965 | 3.º     |
| Primera "A" - 1966 | 2.º     |
| Primera "A" - 1967 | 7.º     |
| Primera "A" - 1968 | 7.º     |
| Primera "A" - 1969 | 7.º     |
| Primera "A" - 1970 | 7.º     |
| Primera "A" - 1971 | 7.º     |
| Primera "A" - 1972 | 5.º     |
| Primera "A" - 1973 | 2.º     |
| Primera "A" - 1974 | 4.º     |
| Primera "A" - 1975 | Campeón |
| Primera "A" - 1977 | Campeón |
| Primera "A" - 1978 | Campeón |
| Primera de Ascenso - 2003 | 6.º     |
| Primera "B" 2008 | Campeón |
| Primera "A" - 2009 | 2.º     |
| Primera "A" - 2013 | 2.º     |
| Primera "A" - 2017 | 5.º     |
| Primera "A" - 2018 | 5.º     |
| Primera "A" - 2019 | 5.º     |
| Primera "A" - 2022 | 12.º    |
| Primera "B" - 2023 | 11.º    |

## Palmarés

### Torneos nacionales
| Competición nacional        | Títulos | Subcampeonatos |
| --------------------------- | ------- | -------------- |
| Primera División de Bolivia |         | 1966. (1)      |
| Copa Simón Bolívar (1)      | 1979.   |                |

### Torneos regionales (3)
| Competición regional           | Títulos           | Subcampeonatos                 |
| ------------------------------ | ----------------- | ------------------------------ |
| Campeonato Paceño (3)          | 1975, 1977, 1978. | 1966, 1973, 2009, 2012-13. (4) |
| Segunda División de La Paz (1) | 2008.             |                                |

## Participaciones internacionales

### Torneos internacionales oficiales
- En negrita competiciones en activo.

| Torneo                           | Ediciones |
| -------------------------------- | --------- |
| Copa Libertadores de América (1) | 1967.     |

### Por competición
- En negrita competiciones en activo.

| Torneo                       | TJ | PJ | PG | PE | PP | GF | GC | Dif. | Puntos |
| ---------------------------- | -- | -- | -- | -- | -- | -- | -- | ---- | ------ |
| Copa Libertadores de América | 1  | 10 | 2  | 1  | 7  | 12 | 29 | -17  | 7      |
| Total                        | 1  | 10 | 2  | 1  | 7  | 12 | 29 | -17  | 7      |

Actualizado a la Copa Libertadores 1967.